# Jean Baptiste Gonet
Jean Baptiste Gonet (Béziers, cerca de 1616 — Béziers, 1681) foi um teólogo dominicano francês.

## Vida
Recebeu sua educação primária em sua terra natal e lá, com 17 anos, entrou na Ordem de São Domingos. Depois da formação religiosa, foi enviado para o Universidade de Bordéus, onde com uma habilidade incomum dedicou-se ao estudo da Filosofia e Teologia, ganhando todas as honras nos exames habituais. Tendo recebido o doutoramento, foi nomeado para a cátedra de Escolástica na universidade, na qual provou ser um brilhante teólogo e um professor excepcionalmente talentoso.
Em 1671 foi eleito pároco provincial de sua localidade. Tendo terminado seu mandato, reassume o cargo de professor de Teologia, exercendo-o até 1678, época em que em razão de uma doença o obrigou a regressar à sua terra natal.

## Trabalho
Sua obra principal é Clypeus theologiae thomisticae contra novos ejus impugnatores (16 vols, Bordeaux, 1659-69, "Defesa Tomística contra a nova teologia de seus agressores"). De 1669 a 1681 foram editadas não menos que nove edições desta obra, a última sendo a edição de Paris de 1875. Pouco antes de sua morte, publicou seu Manuale thomistarum (Manual de Tomística), que é um resumo de sua obra maior.
Como teólogo e disputante acadêmico, Gonet figura entre as figuras mais proeminentes de seu tempo. Ardoroso defensor e expoente do ensino de Tomás de Aquino e ilustre representante do Neo-Tomismo, ele expôs o ensino tradicional de sua escola com clareza e habilidade e alguma amargura contra os representantes de diferentes pontos de vista.
Ele viveu em uma época em que a discussão teológica era abundante, quando os homens, cansados de trilhar caminhos batidos, se empenhavam em construir seus próprios sistemas. Seu zelo e pela integridade do ensino tomista e sua amarga aversão à novidade doutrinária às vezes o levaram além do ensino de seu mestre e o levaram a adotar opiniões sobre certas questões de teologia, especialmente aquelas que lidam com predestinação e reprovação, que foram rejeitadas por muitos teólogos eruditos de sua própria escola.
Em 1669, publicou uma obra sobre a moralidade dos atos humanos, cujo objetivo era defender a doutrina tomista ao mesmo tempo contra o que ele chama de frouxidão dos casuístas modernos e o rigorismo dos jansenistas. Nesse tratado, ele defende o probabiliorismo de sua escola e, no calor da controvérsia, é implacável em suas denúncias da doutrina do probabilismo.